# یانت برموی
یانت برموی (اسپانیایی: Yanet Bermoy‎؛ زادهٔ ۲۹ مه ۱۹۸۷) جودوکار اهل کوبا است.
وی در مسابقات کشوری و بین‌المللی در مجموع برندهٔ ۶ مدال طلا، ۵ مدال نقره شده‌است.